# Picramnia parvifolia
O Cedrinho quassia cafezinho do mato ou pau-amargo é uma árvore que ocorre no Brasil e nativa do rio grande do sul santa catarina (nos domínios fitogeográficos do Cerrado e da Mata Atlântica), nas regiões Sudeste (São Paulo e Minas Gerais) e Sul (Paraná, Santa Catarina e Rio Grande do Sul)  
Pirani, J.R. 2010. Picramniaceae in Lista de Espécies da Flora do Brasil. Jardim Botânico do Rio de Janeiro. (http://floradobrasil.jbrj.gov.br/2010/FB012600).
- Picramnia parvifolia  em floradigital fotos no rio grande do sul
- picramnia parvifolia cafezinho do mato cedrinho em sibbr